# Bonneviella uschakovi
Bonneviella uschakovi is een hydroïdpoliep uit de familie Bonneviellidae. De poliep komt uit het geslacht Bonneviella. Bonneviella uschakovi werd in 1951 voor het eerst wetenschappelijk beschreven door Naumov. 